# Diplocolenus caucasicus
Diplocolenus caucasicus är en insektsart som beskrevs av Alexander Fyodorovich Emeljanov 1962. Diplocolenus caucasicus ingår i släktet Diplocolenus och familjen dvärgstritar. Inga underarter finns listade i Catalogue of Life.